# Méltóságos kisasszony
A Méltóságos kisasszony 1937. január 26-án bemutatott, fekete-fehér magyar romantikus film Szeleczky Zita és Básti Lajos főszereplésével.

## Cselekmény
|  | Alább a cselekmény részletei következnek! |

Dr. Monori Horváth Gábor hosszú idő után hazatér, de itthon hamar összeütközésbe kerül beteg apjával, Monori Horváth Zoltánnal, aki minden áron azt akarja, hogy fia vegye át a helyét a gyára élén, és vegye feleségül gyermekkori játszópajtását, Florance-ot. Gábor viszont csak az orvosi kutatásainak akar élni, hiszen éppen egy új gyógyszer kifejlesztésén dolgozik.
Elmegy barátjához, a festőhöz, hogy tanácsot kérjen tőle. Amint a festő műtermében tanácskoznak, Gábor felfigyel egy festményre, amely egy gyönyörű ifjú hölgyet, Bartos Lilient ábrázolja. Megtudja barátjától, hogy Bartosék kisfiának házitanítót keresnek, és barátja úgyis oda készül, hogy lefesse az öreg Bartost.
Barátja, Ákos Endre egyszerűen csak Horváth Gáborként ajánlja be az ifjút, akit felvesznek az állásra, amelyre csak azért jelentkezett, hogy Lilien közelében lehessen.
Azzal azonban nem számol, hogy Lilien már menyasszony, mégpedig Hohreeg hercegé, aki hamarosan a Bartosék kastélyába érkezik.
Addig azonban egymás után jönnek a gondok. Gábor megcsókolja Lilient, aki ezért felszólítja őt, hogy hagyja el az állását, és menjen el. 
Gábor hírt kap arról, hogy apja súlyos állapotban fekszik egy közeli szanatóriumban. Odasiet, hogy segítsen rajta a saját fejlesztésű gyógyszerével, de az ottani főorvos ezt orvosetikai okokból nem engedélyezi. Gábor titokban kicseréli az ampullákat a kórteremben, hogy apjának beadják az ő gyógyszerét, s így megmentse az életét. Mivel az orvos ezt nem veszi észre, sikerül a csel. Néhány óra várakozás után apja újra eszméleténél van, és a főorvos szerint is fel fog épülni. Gábor bevallja a főorvosnak, mit tett. Ő elmondja az apának, hogy a fia sikeres gyógyszere mentette meg az életét.
Mindeközben Lilien megharagszik Gyurikára, ezért kihasználva annak irigységét és hiszékenységét, elhiteti vele, hogy tanítója, Gábor egy másik gyereket jobban szeret nála, s most is nála van (holott a valóságban éppen az édesapja életéért küzd). Gyurika felveszi a kabátját, és elindul megnézni, hogy tényleg igazat mond-e a nővére. Amint gyalogol az úton, szörnyű hóviharba kerül, de ő rendíthetetlenül halad tovább.
Ezalatt Gábor visszatér a kastélyba, de amint hallja, hogy Gyurika kint rekedt a hóviharban, utánaered, hogy visszahozza. A helybeli erdész segítségével sikerül kimenteniük a szakadékból, amelybe Gyurika beleesett. Visszaviszik a házba, ahonnan már éppen indult volna egy csapat Gyurika és Gábor felkutatására, de erre már nem kerül sor.
Ekkorra már a herceg is megérkezik, aki gratulál Gábornak a hőstettéhez, és Lilien is megbocsát neki.
|  | Itt a vége a cselekmény részletezésének! |

## Szereplők
- Szeleczky Zita – Bartos Lilien
- Básti Lajos – Monori Horváth Gábor, fiatal orvos
- Uray Tivadar – Ákos Endre, festőművész
- Fülöp Magda – Florance, Gábor gyerekkori barátja
- Mály Gerő – Bartos Dénes, Lilien apja
- Báthory Giza – Bartos Dénes felesége
- Dévényi Gyuri – Bartos Gyurika, Lilien öccse
- Csortos Gyula – Monori Horváth Zoltán, Gábor apja, gyártulajdonos és igazgató
- Berky Lili – Monori Horváth Zoltán felesége
- Vízvári Mariska – Clarisse néni
- Bilicsi Tivadar – Varga, gondnok Bartoséknál
- Z. Molnár László – Napoleon főkomornyik
- Mihályffy Béla – főorvos
- Vértess Lajos – Hohreeg herceg
- Justh Gyula – Monori Horváth Zoltán háziorvosa
- Hosszú Zoltán – inas
- Dajbukát Ilona – szakácsnő
- Horváth Adrienne – Klárika, tanítónő[2]
- Szaplonczay Éva – Ica, a szobalány
- Simor Erzsi – ápolónő
- Sugár Lajos – Horváthék inasa
- Zala Karola – vendég

## A filmről
A Méltóságos kisasszony az ötvenedik, Budapesten készült magyar hangosfilm volt. Külső felvételeit 1936 nyarán forgatták 2600 méter magasságban, a Großglockneren.